# Relations entre les États-Unis et la Lituanie
Les relations entre les États-Unis et la Lituanie sont amicales.
La Lituanie est l'une des nations les plus pro-américaines en Europe et dans le monde, avec 73 % des Lituaniens qui visualisaient les États-Unis positivement en 2011. Selon le U.S. Global Leadership Report de 2012, 48 % des Lituaniens approuvent le prédominance américaine, 20 % la désapprouvent et 32 % sont incertains.

## Histoire
Les États-Unis ont établi des relations diplomatiques avec la Lituanie le 28 juillet 1922. L'invasion de la Lituanie par l'Union soviétique a forcé la fermeture de la légation lituanienne le 5 septembre 1940, mais la représentation diplomatique de la Lituanie aux États-Unis a continué sans interruption. Les États-Unis n'ont jamais reconnu le rattachement par la force de la Lituanie à l'Union soviétique et voit le gouvernement lituanien actuel comme successeur légal de la république d'entre-deux-guerres.
En 2007, les États-Unis et la Lituanie ont célébré 85 ans de relations diplomatiques continues. Après la dislocation de l'URSS, la Lituanie a bénéficié d'un traitement diplomatique plus favorisé avec les États-Unis. Depuis 1992, les États-Unis ont engagé plus de 100 millions de dollars en Lituanie pour la transformation politique et économique et les besoins humanitaires.
Les États-Unis et la Lituanie ont signé un accord sur le commerce bilatéral et la protection de la propriété intellectuelle en 1994 et un traité bilatéral d'investissement en 1997. En 1998, les États-Unis ont signé une « charte de partenariat » avec la Lituanie et d'autres pays baltes, pour créer des groupes de travail bilatéraux axés sur l'amélioration de la sécurité régionale, la défense et les questions économiques.
En 2014, les États-Unis envoient 500 militaires américains stationner en Lituanie, en réaction à l'annexion de la Crimée par la Russie.
Le 6 mars 2022, le chef d'état-major des États-Unis, Mark Milley, se rend en Lituanie dans le cadre d'une série de visites officielles en Europe, organisée pour assurer le soutien de son pays à ses alliés en réponse à l'invasion de l'Ukraine par la Russie. Il rend visite aux troupes américaines stationnées à la base militaire de Pabradé, où il réitère l'engagement des États-Unis à défendre militairement la Lituanie dans le cadre de l'OTAN, notamment en cas d'attaque par la Russie. Il annonce le déploiement en cours de 3 500 soldats supplémentaires en Lituanie, comprenant un bataillon de chars de combat et des éléments de défense aérienne.